# Marie Karolína Savojská
Marie Karolína Savojská (Marie Karolína Antonie Adelaida; 17. ledna 1764, Turín – 28. prosince 1782, Drážďany) byla savojskou a sňatkem saskou princeznou.

## Život
Marie Karolína se narodila v Královském paláci v Turíně jako nejmladší dcera savojského vévody (budoucího sardinského krále) a vévodkyně.
Její sestry se provdaly za vnuky francouzského krále Ludvíka XV., Marie Josefína v roce 1771 za budoucího krále Ludvíka XVIII. a Marie Tereza v roce 1773 za budoucího krále Karla X. Jejich švagrem byl nešťastný král Ludvík XVI.
Její bratři byli posledními sardinskými králi z hlavní linie; Karel Emanuel IV., Viktor Emanuel I. a Karel Felix Sardinský. Její otec se stal sardinským králem v roce 1773 po smrti svého otce Karla Emanuela III., který Sardinii vládl po 43 let.
Její otec rozhodl o sňatku Marie Karolíny s dědicem saského kurfiřtství Antonínem. Ten byl pátým, ale třetím přeživším synem kurfiřta Fridricha Kristiána Saského a Marie Antonie Bavorské. Antonínovými bratranci byli švagři Marie Karolíny, budoucí francouzští králové Ludvík XVIII. a Karel X. Oba manželé byli také spřízněni s Karlem IV. Španělským a králem Ferdinanda I. Neapolsko-Sicilského; Antonín byl jejich bratrancem přes otce a Marie Karolína byla jejich sestřenicí přes matku. Další sestřenicí Marie Karolíny byla známá princezna de Lamballe, důvěrnice francouzské královny Marie Antoinetty.
Navzdory námitkám se Marie Karolína 29. září 1781 v zastoupení za Antonína provdala, další obřad následoval 24. října 1781 v Drážďanech. V Savojsku byla svatba oslavována bohatými večírky v Palazzo Gontieri a v princeznině rodném paláci.
Marie Karolína neochotně opustila domov v září 1781. Rodina ji doprovázela do Vercelli, kde musela být vytlačena z kočáru, aby odešla. 14. října dorazila do Augsburgu. Po svém příjezdu se stala jednou z nejvýznamnějších žen u dvora, protože Antonínova matka v roce 1780 zemřela. Nejvýše postavenou ženou byla Amálie Zweibrückensko-Birkenfeldská, manželka saského kurfiřta Fridricha Augusta III.
V novém domově nešťastná Marie Karolína onemocněla neštovicemi a 28. prosince 1782 v 18 letech v Drážďanech zemřela.
Po její smrti se Antonín oženil s Marií Terezií Josefou Habsbursko-Lotrinskou, s níž měl čtyři děti, z nichž však všechny zemřely v dětství. Její manžel se stal v roce 1827 v 71 letech saským králem. Marie Karolína byla pohřbena v katedrále Nejsvětější Trojice v Drážďanech.

## Tituly a oslovení
- 17. ledna 1764 – 29. září 1781: Její královská Výsost princezna Marie Karolína Savojská
- 29. září 1781 – 28. prosince 1782: Její královská Výsost princezna saská

## Vývod z předků
|                         |                                         |  |             |                                                          |  |  |  |  |  |  |  | Karel Emanuel II. Savojský |
|                         |                                         |  |             |                                                          |  |  |  |  |  |  |  |                            |
|                         | Viktor Amadeus II.                      |  |             |                                                          |  |  |  |  |  |  |  |                            |
|                         |                                         |  |             |                                                          |  |  |  |  |  |  |  |                            |
|                         |                                         |  |             | Marie Johanna Savojská                                   |  |  |  |  |  |  |  |                            |
|                         |                                         |  |             |                                                          |  |  |  |  |  |  |  |                            |
|                         | Karel Emanuel III. Sardinsko-Piemontský |  |             |                                                          |  |  |  |  |  |  |  |                            |
|                         |                                         |  |             |                                                          |  |  |  |  |  |  |  |                            |
|                         |                                         |  |             | Filip I. Orleánský                                       |  |  |  |  |  |  |  |                            |
|                         |                                         |  |             |                                                          |  |  |  |  |  |  |  |                            |
|                         | Anna Marie Orleánská                    |  |             |                                                          |  |  |  |  |  |  |  |                            |
|                         |                                         |  |             |                                                          |  |  |  |  |  |  |  |                            |
|                         |                                         |  |             | Henrietta Anna Stuartovna                                |  |  |  |  |  |  |  |                            |
|                         |                                         |  |             |                                                          |  |  |  |  |  |  |  |                            |
|                         | Viktor Amadeus III.                     |  |             |                                                          |  |  |  |  |  |  |  |                            |
|                         |                                         |  |             |                                                          |  |  |  |  |  |  |  |                            |
|                         |                                         |  |             | Vilém Hesensko-Rotenburský                               |  |  |  |  |  |  |  |                            |
|                         |                                         |  |             |                                                          |  |  |  |  |  |  |  |                            |
|                         | Arnošt Leopold Hesensko-Rotenburský     |  |             |                                                          |  |  |  |  |  |  |  |                            |
|                         |                                         |  |             |                                                          |  |  |  |  |  |  |  |                            |
|                         |                                         |  |             | Marie Anna z Lowenstein-Wertheim                         |  |  |  |  |  |  |  |                            |
|                         |                                         |  |             |                                                          |  |  |  |  |  |  |  |                            |
|                         | Polyxena Hesensko-Rotenburská           |  |             |                                                          |  |  |  |  |  |  |  |                            |
|                         |                                         |  |             |                                                          |  |  |  |  |  |  |  |                            |
|                         |                                         |  |             | Maxmilián Karel Albrecht z Löwenstein-Wertheim-Rochefort |  |  |  |  |  |  |  |                            |
|                         |                                         |  |             |                                                          |  |  |  |  |  |  |  |                            |
|                         | Eleonora z Löwenstein-Wertheim          |  |             |                                                          |  |  |  |  |  |  |  |                            |
|                         |                                         |  |             |                                                          |  |  |  |  |  |  |  |                            |
|                         |                                         |  |             | Marie Polyxena Khuen von Lichtenberg und Belasi          |  |  |  |  |  |  |  |                            |
|                         |                                         |  |             |                                                          |  |  |  |  |  |  |  |                            |
| Marie Karolína Savojská |                                         |  |             |                                                          |  |  |  |  |  |  |  |                            |
|                         |                                         |  |             |                                                          |  |  |  |  |  |  |  |                            |
|                         |                                         |  | Ludvík XIV. |                                                          |  |  |  |  |  |  |  |                            |
|                         |                                         |  |             |                                                          |  |  |  |  |  |  |  |                            |
|                         | Ludvík Francouzský                      |  |             |                                                          |  |  |  |  |  |  |  |                            |
|                         |                                         |  |             |                                                          |  |  |  |  |  |  |  |                            |
|                         |                                         |  |             | Marie Tereza Habsburská                                  |  |  |  |  |  |  |  |                            |
|                         |                                         |  |             |                                                          |  |  |  |  |  |  |  |                            |
|                         | Filip V. Španělský                      |  |             |                                                          |  |  |  |  |  |  |  |                            |
|                         |                                         |  |             |                                                          |  |  |  |  |  |  |  |                            |
|                         |                                         |  |             | Ferdinand Maria Bavorský                                 |  |  |  |  |  |  |  |                            |
|                         |                                         |  |             |                                                          |  |  |  |  |  |  |  |                            |
|                         | Marie Anna Bavorská                     |  |             |                                                          |  |  |  |  |  |  |  |                            |
|                         |                                         |  |             |                                                          |  |  |  |  |  |  |  |                            |
|                         |                                         |  |             | Jindřiška Adéla Marie Savojská                           |  |  |  |  |  |  |  |                            |
|                         |                                         |  |             |                                                          |  |  |  |  |  |  |  |                            |
|                         | Marie Antonie Španělská                 |  |             |                                                          |  |  |  |  |  |  |  |                            |
|                         |                                         |  |             |                                                          |  |  |  |  |  |  |  |                            |
|                         |                                         |  |             | Ranuccio II. Farnese                                     |  |  |  |  |  |  |  |                            |
|                         |                                         |  |             |                                                          |  |  |  |  |  |  |  |                            |
|                         | Eduard Parmský                          |  |             |                                                          |  |  |  |  |  |  |  |                            |
|                         |                                         |  |             |                                                          |  |  |  |  |  |  |  |                            |
|                         |                                         |  |             | Isabela d'Este                                           |  |  |  |  |  |  |  |                            |
|                         |                                         |  |             |                                                          |  |  |  |  |  |  |  |                            |
|                         | Alžběta Parmská                         |  |             |                                                          |  |  |  |  |  |  |  |                            |
|                         |                                         |  |             |                                                          |  |  |  |  |  |  |  |                            |
|                         |                                         |  |             | Filip Vilém Falcký                                       |  |  |  |  |  |  |  |                            |
|                         |                                         |  |             |                                                          |  |  |  |  |  |  |  |                            |
|                         | Dorotea Žofie Falcko-Neuburská          |  |             |                                                          |  |  |  |  |  |  |  |                            |
|                         |                                         |  |             |                                                          |  |  |  |  |  |  |  |                            |
|                         |                                         |  |             | Alžběta Amálie Hesensko-Darmstadtská                     |  |  |  |  |  |  |  |                            |
|                         |                                         |  |             |                                                          |  |  |  |  |  |  |  |                            |